# Greene (Iowa)
Greene ist eine Kleinstadt (mit dem Status „City“) im Butler County und zu einem kleinen Teil im Floyd County im US-amerikanischen Bundesstaat Iowa. Das U.S. Census Bureau hat bei der Volkszählung 2020 eine Einwohnerzahl von 990 ermittelt.

## Geografie
Greene liegt im mittleren Nordosten Iowas am Shell Rock River, der über den West Fork Cedar River, den Cedar River und den Iowa River zum Stromgebiet des Mississippi gehört. Dieser bildet rund 150 km östlich die Grenze Iowas zu Wisconsin und Illinois. Die Grenze zu Minnesota verläuft rund 70 km nördlich von Greene.
Die geografischen Koordinaten von Greene sind 42°53′45″ nördlicher Breite und 92°48′09″ westlicher Länge. Die Stadt erstreckt sich über eine Fläche von 3,16 km² und liegt überwiegend in der Coldwater Township des Butler County. Ein kleiner Teil des Stadtgebiets liegt in der nördlich benachbarten Union Township des Floyd County.
Nachbarorte von Greene sind Nashua (27,7 km ostnordöstlich), Plainfield (27,4 km ostsüdöstlich), Clarksville (20,4 km südöstlich), Allison (17,7 km südlich), Bristow (22,2 km südwestlich), Aredale (23 km westsüdwestlich), Dougherty (22,1 km westnordwestlich), Marble Rock (10,8 km nordwestlich) und Rockford (26 km in der gleichen Richtung).
Die nächstgelegenen größeren Städte sind Dubuque an der Schnittstelle der Staaten Iowa, Wisconsin und Illinois (216 km ostsüdöstlich), Waterloo (77,7 km südöstlich), Cedar Rapids (164 km südöstlich), die Quad Cities in Iowa und Illinois (291 km in der gleichen Richtung), Iowas Hauptstadt Des Moines (191 km südsüdwestlich), die Twin Cities in Minnesota (Minneapolis und Saint Paul) (261 km nördlich), Rochester in Minnesota (143 km nordnordöstlich), La Crosse in Wisconsin (216 km nordöstlich) und Wisconsins Hauptstadt Madison (319 km östlich).

## Verkehr
Der Iowa State Highway 14 verläuft in Nord-Süd-Richtung durch den Westen des Stadtgebiets von Greene. Alle weiteren Straßen sind untergeordnete Landstraßen, teils unbefestigte Fahrwege sowie innerörtliche Verbindungsstraßen.
Eine Eisenbahnlinie für den Frachtverkehr der Iowa Interstate Railroad (IAIS) führt in Nordwest-Südost-Richtung durch das Stadtgebiet von Greene.
Mit dem Allison Municipal Airport befindet sich 15 km südlich ein kleiner Flugplatz. Der nächste Verkehrsflughafen ist der 70 km südsüdöstlich gelegene Waterloo Regional Airport, von wo aus durch Zubringerflüge mehrerer Fluggesellschaften Anschluss an die Großflughäfen Chicago O’Hare und Minneapolis-Saint Paul besteht.

## Bevölkerung
Nach der Volkszählung im Jahr 2010 lebten in Greene 1130 Menschen in 510 Haushalten. Die Bevölkerungsdichte betrug 357,6 Einwohner pro Quadratkilometer. In den 510 Haushalten lebten statistisch je 2,16 Personen.
Ethnisch betrachtet setzte sich die Bevölkerung zusammen aus 98,6 Prozent Weißen, 0,2 Prozent Afroamerikanern, 0,2 Prozent amerikanischen Ureinwohnern sowie 0,3 Prozent Asiaten; 0,8 Prozent stammten von zwei oder mehr Ethnien ab. Unabhängig von der ethnischen Zugehörigkeit waren 0,4 Prozent der Bevölkerung spanischer oder lateinamerikanischer Abstammung.
19,4 Prozent der Bevölkerung waren unter 18 Jahre alt, 51,9 Prozent waren zwischen 18 und 64 und 28,7 Prozent waren 65 Jahre oder älter. 52,6 Prozent der Bevölkerung waren weiblich.
Das mittlere jährliche Einkommen eines Haushalts lag bei 46.563 USD. Das Pro-Kopf-Einkommen betrug 22.986 USD. 16,1 Prozent der Einwohner lebten unterhalb der Armutsgrenze.

## Bekannte Bewohner
- Tom Braden (1917–2009) – Journalist und Geheimdienstagent – geboren in Greene
- Frank D. Jackson (1854–1938) – 15. Gouverneur von Iowa (1894–1896) – praktizierte jahrelang als Anwalt in Greene